# فريد سكولاري
فريد سكولاري (بالإنجليزية: Fred Scolari)‏ مواليد 1 مارس 1922 في سان فرانسيسكو - الوفاة 17 أكتوبر 2002، كان مدرب كرة سلة أمريكي ولاعب. بلغ طوله 5 قدم 10 بوصة (1.8 م). شارك مرتين في مباراة كل النجوم.

## المسيرة الاحترافية
لعب مع واشنطن كابيتولز من سنة 1946 إلى 1951، ثم لعب مع فيلادلفيا سفنتي سيكسرز في سنة 1951، ثم لعب مع بالتيمور باليتس من سنة 1951 إلى 1953، ثم لعب مع ديترويت بيستونز في موسم 1953–1954، ثم لعب مع بوسطن سيلتكس في موسم 1954–1955.

## روابط خارجية
- فريد سكولاري على موقع إن بي أي (الإنجليزية)
- فريد سكولاري على موقع سبورتس رفرنس (الإنجليزية)
- فريد سكولاري على موقع ريلجم (الإنجليزية)
- فريد سكولاري على موقع بروبوليرز (الإنجليزية)
- فريد سكولاري على موقع سبورتس رفرنس (الإنجليزية)